# Cérémonie d'ouverture des Jeux olympiques d'hiver de 2014

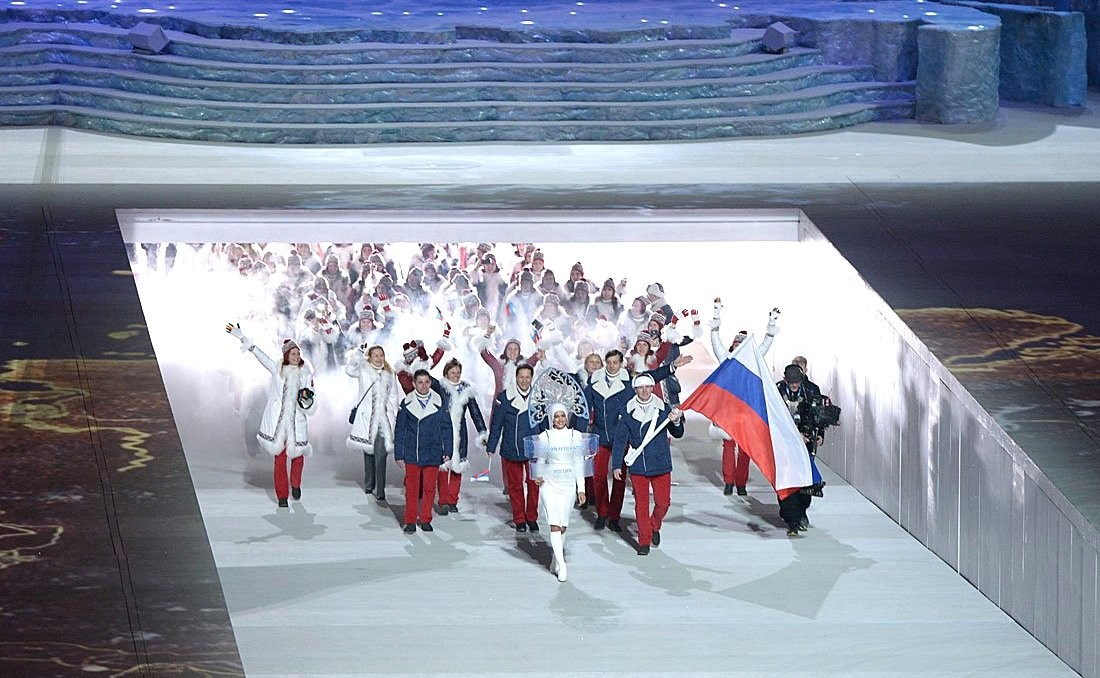
La délégation russe entre dans le stade.

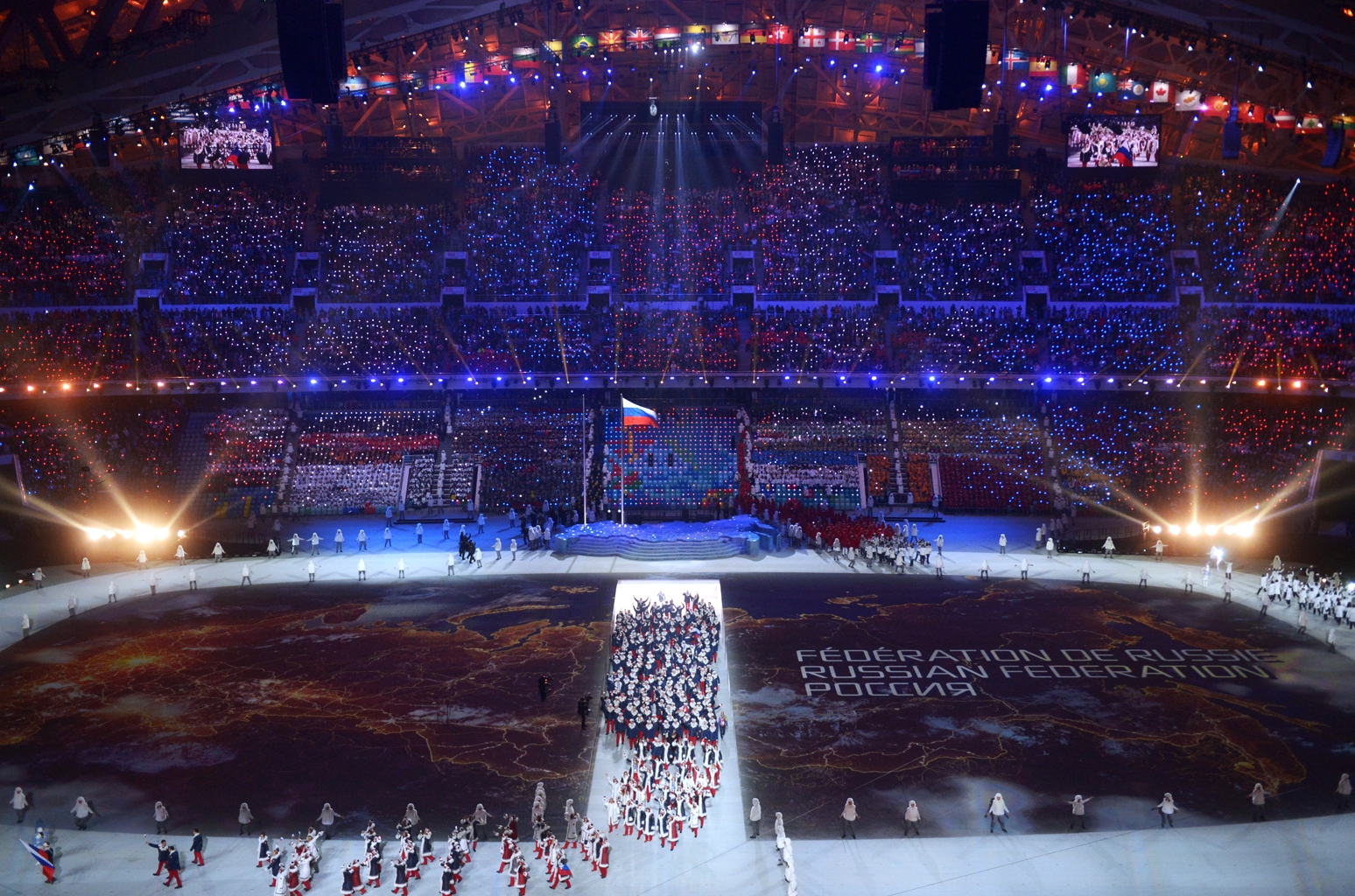
L'équipe russe entre dans le stade.

La cérémonie d'ouverture des Jeux olympiques d'hiver de 2014 est la cérémonie d'ouverture qui s'est déroulée le 7 février 2014 au stade olympique Ficht à 20 h 14 locales (symbolisant l'année en cours et correspondant à 16 h 14 GMT), et par laquelle sont lancés les Jeux olympiques d'hiver de 2014 à Sotchi, en Russie.

## Organisation de la cérémonie
Le spectacle qui s'ouvre et se clôt par deux spectacles pyrotechniques, dure deux heures et demie devant 40 000 spectateurs. Environ 3 000 artistes participent au spectacle, dont le thème principal est l'odyssée russe en treize étapes à travers les rêves d'une petite fille prénommée Liouba (« Amour » en russe), rôle tenu par une jeune gymnaste de Krasnodar de 11 ans, Liza Temnikova. Le spectacle est produit par Constantin Ernst, principal auteur de la mise en scène. Le scénario est écrit en partie par Gueorgui Tsypine, ancien de La Scala et du théâtre Bolchoï. La compagnie canadienne du Cirque du Soleil participe à l'organisation en ce qui concerne les costumes (Kim Barret), la chorégraphie (Jeanne Caroll) et le maquillage (Nathalie Simrad).
Un « Pré-Show » est organisé quinze minutes avant le début du spectacle, notamment avec la performance du groupe t.A.T.u. et leur titre Nas Ne Dogoniat ainsi que la chanson Get Lucky du groupe Daft Punk qui a été reprise par les Chœurs de l'Armée rouge, Pelagueïa qui interprète la chanson Oy, to ne vecher (Ой, то не вечер) et le groupe Tokio,.

## Déroulement du spectacle

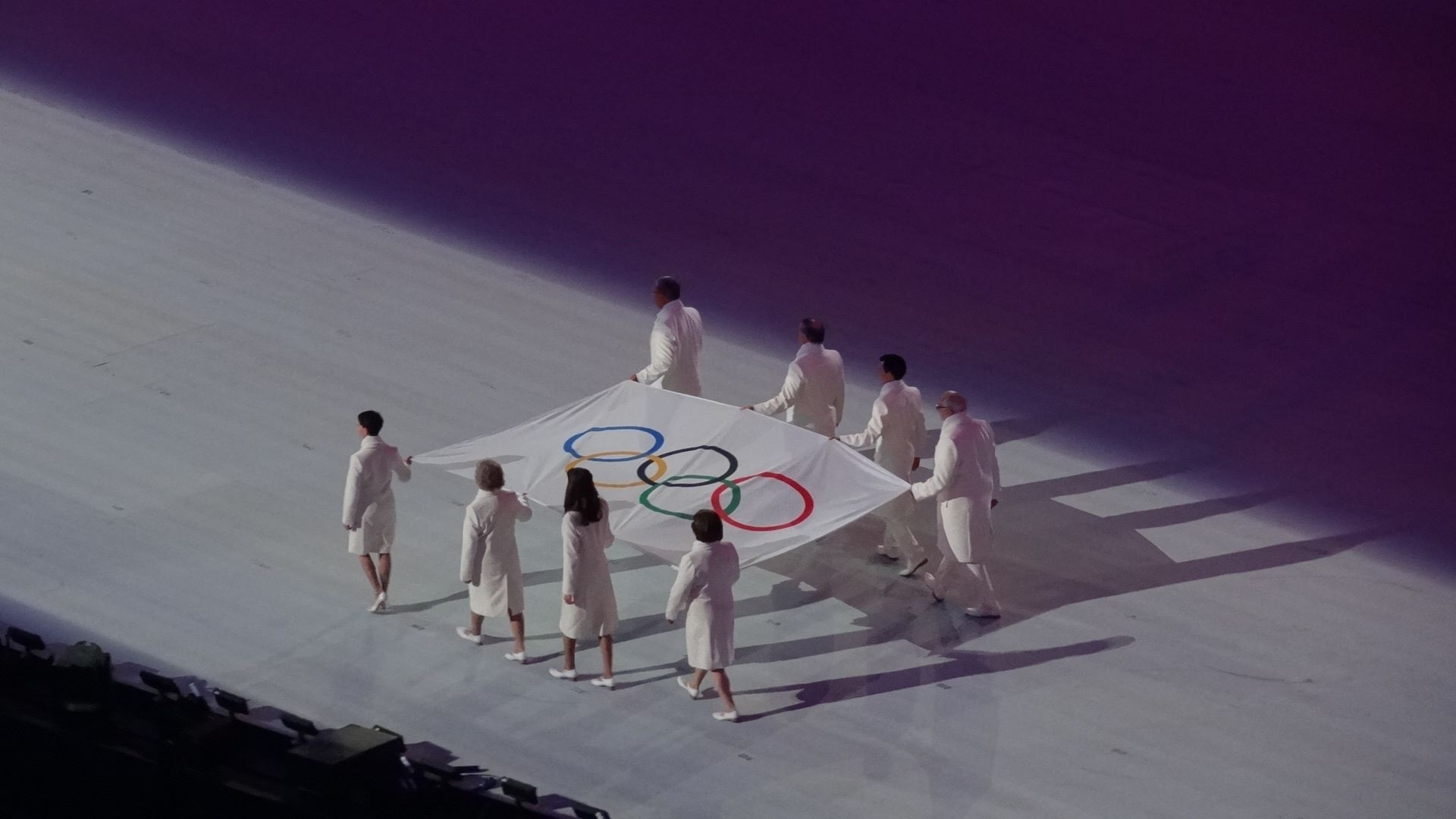
Les huit porteurs du drapeau olympique représentant différentes générations.

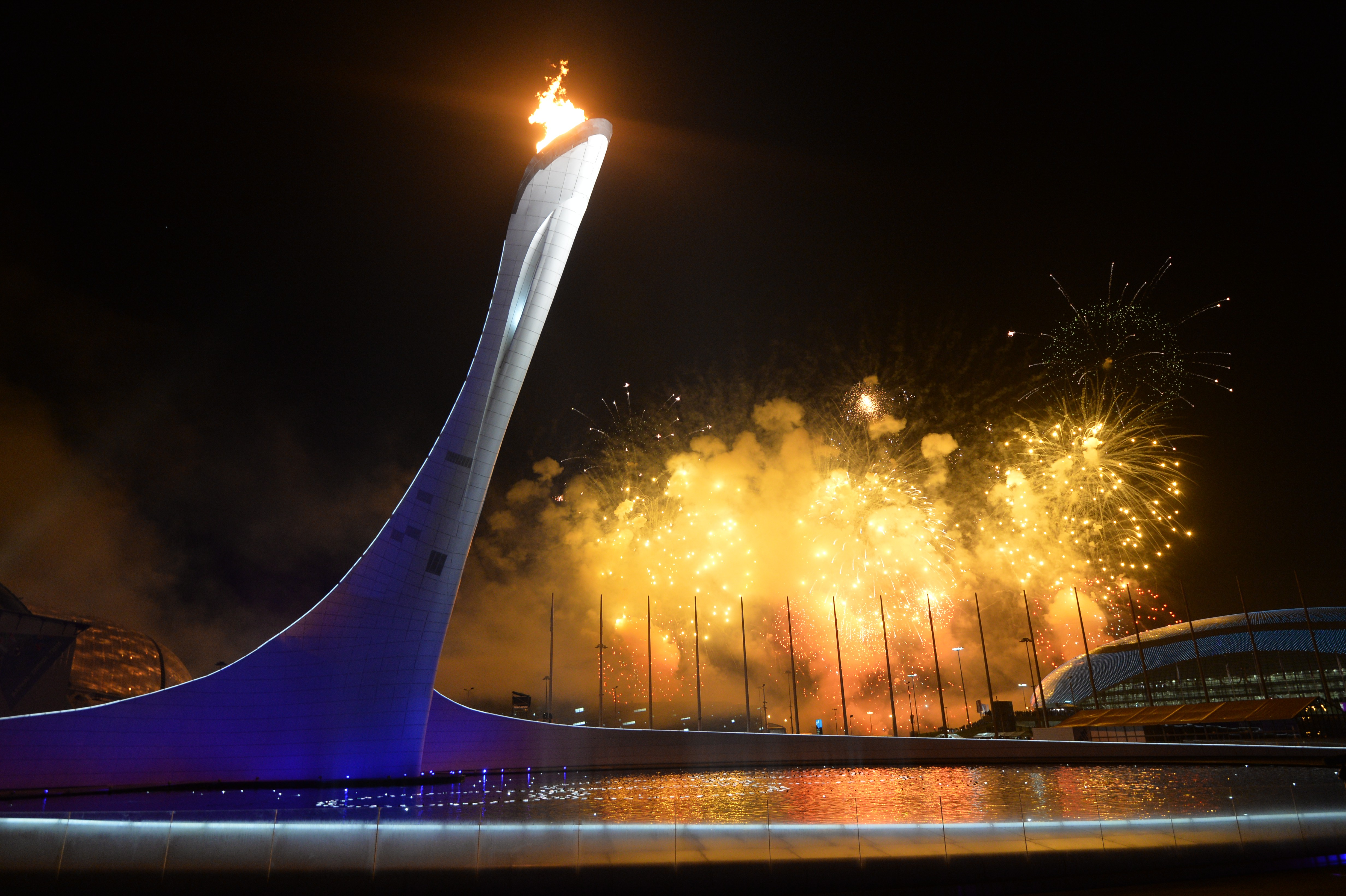
La flamme olympique et le début du feu d'artifice.

- Film de présentation de l'alphabet cyrillique et des grands personnages de l'histoire russe.
- Arrivée du président de la fédération de Russie Vladimir Poutine et du président du Comité international olympique Thomas Bach. L'hymne national russe est interprété par le chœur du monastère Sretenski de Moscou, cependant que le drapeau de la Russie est hissé sur sa hampe.
- Parade des nations au cours de laquelle les athlètes représentants de 88 délégations montent sur scène le long d’une rampe spéciale située au centre du stade et mesurant 48 mètres de long. La Grèce, comme le veut la tradition, est la première à entrer et la Russie, la dernière, en tant que pays invitant.
- Les trois mascottes olympiques, le léopard des neiges Barsik, le lapin Zaïka et l'ours polaire Michka patinent, skient et surfent dans le stade.
- L'histoire de la Russie (conquête des steppes, évocation des églises russes, fondation de Saint-Pétersbourg, par Pierre le Grand, bal de Natacha Rostov dans Guerre et Paix de Tolstoï, ballet sur la musique du Lac des cygnes de Tchaïkovski, évocation du constructivisme des années 1920, industrialisation de l'époque stalinienne, conquête spatiale et boogie-woogie des années 1960, etc.) défile sur grand écran et est scénographiée par différentes présentations artistiques et numéros musicaux[6].
- Valentina Terechkova, première femme dans l'espace, fait partie des huit porteurs[7] (quatre femmes et quatre hommes vêtus de blanc) du drapeau olympique.
- Discours de Dmitri Tchernychenko, président du Comité d'organisation de Sotchi 2014, de Thomas Bach, président du CIO (qui s'exprime en anglais et partiellement en français, avec quelques mots en russe) ; Vladimir Poutine déclare ouverts les 22e Jeux olympiques d'hiver[8].
- L'hymne olympique est exécuté en russe par la soprano russe Anna Netrebko[9]. Un représentant des sportifs, des juges et une représentante des entraîneurs prononcent ensuite le serment olympique. Il s'agit de Rouslan Zakharov, membre de l'équipe de Russie de short-track, Viatcheslav Vedenine, juge de ski alpin et Anastassia Popkova, entraîneur de ski alpin[10].
- Les derniers relayeurs de la flamme olympique, Maria Sharapova, Yelena Isinbayeva, Alexandre Kareline et Alina Kabaeva la transmettent finalement à Irina Rodnina et Vladislav Tretiak, qui allument en dehors du stade la vasque olympique, sur la musique du ballet de Stravinsky, L'Oiseau de feu[11].
- La cérémonie se termine par un feu d'artifice.

## Délégations officielles

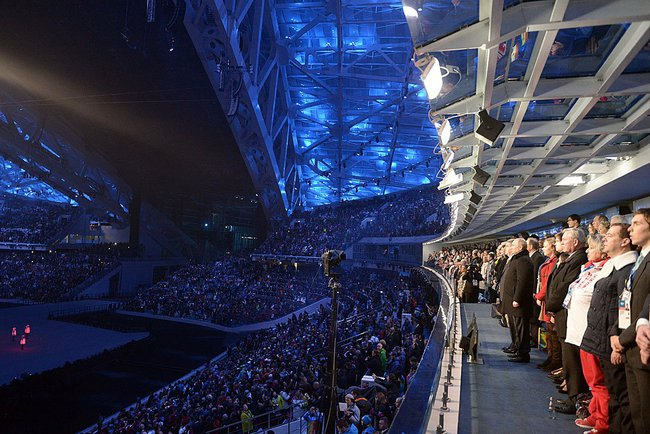
Tribune officielle pendant l'hymne olympique.

Plus de quarante dignitaires du monde entier assistent au spectacle, dont le secrétaire général des Nations unies Ban Ki-moon, les Premiers ministres italien, japonais, néerlandais et turc (Enrico Letta, Shinzō Abe, Mark Rutte et Recep Tayyip Erdoğan), et les présidents biélorusse, chinois, sud-ossète et ukrainien (Alexandre Loukachenko, Xi Jinping, Leonid Tibilov et Viktor Ianoukovytch) ; et aussi le grand-duc de Luxembourg, le prince héritier du Danemark et les rois des Pays-Bas, de Suède et de Norvège. L'absence remarquée, notamment du Premier ministre britannique David Cameron et des présidents allemand, américain et français (Joachim Gauck, Barack Obama et François Hollande), est interprétée par certains observateurs et médias internationaux comme une volonté de marquer leur désapprobation envers la Russie après l'adoption en juin dernier d'une loi réprimant la « propagande homosexuelle » auprès des mineurs. Cependant, la raison invoquée par David Cameron est qu'aucun Premier ministre britannique n'a jamais assisté aux Jeux olympiques d'hiver, et le président français ne donne officiellement aucune raison.
Les officiels français sont représentés par Valérie Fourneyron (ministre des Sports) et Yamina Benguigui (ministre déléguée à la Francophonie).
Le président du Comité international olympique, Thomas Bach, reproche implicitement aux dirigeants de certains pays de chercher à se servir des Jeux pour « faire des déclarations politiques sur le dos des sportifs à travers le fait de venir ou non ».
- Abkhazie — Président Alexandre Ankvab[15]
- Afghanistan — Président Hamid Karzai
- Arménie —  Président Serge Sargsian
- Autriche — Chancelier Werner Faymann
- Azerbaïdjan — Président Ilham Aliyev
- Biélorussie — Président Alexandre Loukachenko
- Bulgarie — Président Rossen Plevneliev et Premier ministre Plamen Orecharski
- / Chine/Hong Kong — Président Xi Jinping
- Corée du Nord — Président de l'Assemblée du Peuple Kim Yong-nam
- Corée du Sud — Présidente Park Geun-hye, Premier ministre Chung Hong-won et gouverneur de la province de Gangwon Choy Мoon-soon
- Croatie — Président Ivo Josipović
- Danemark —  Prince héritier Frederik
- Estonie — Premier ministre Andrus Ansip
- Finlande — Président Sauli Niinistö et Premier ministre Jyrki Katainen
- Grèce — Président Károlos Papoúlias
- Hongrie — Président János Áder
- Islande — Président Ólafur Ragnar Grímsson
- Italie — Président du Conseil Enrico Letta
- Japon — Premier ministre Shinzō Abe
- Jordanie — Prince Fayçal bin al-Hussein, frère du roi
- Kazakhstan — Président Noursoultan Nazarbaïev
- Lettonie — Président Andris Bērziņš
- Liban — Président du Conseil Najib Mikati
- Liechtenstein — Chef du gouvernement Adrian Hasler
- Lituanie — Président Algirdas Butkevičius
- Luxembourg — Grand-duc Henri
- Macédoine — Président Gjorge Ivanov
- Maroc — Chef du gouvernement Abdel-Ilah Benkiran
- Moldavie — Premier ministre Iurie Leancă
- Monaco — Prince Albert II
- Mongolie — Président Tsakhiagiyn Elbegdorj
- Monténégro — Président Filip Vujanović
- Norvège — Roi Harald V et Premier ministre Erna Solberg
- Ossétie du Sud — Président Leonid Tibilov[16]
- Ouzbékistan — Président Islom Karimov
- Pays-Bas — Roi Willem-Alexander et son épouse Máxima, Premier ministre Mark Rutte
- Roumanie — Premier ministre Victor Ponta
- Russie — Président Vladimir Poutine et Premier ministre Dmitri Medvedev
- Serbie — Président Tomislav Nikolić
- Slovaquie — Président Ivan Gašparovič
- Suède — Roi Charles XVI Gustave
- Suisse —  Président Didier Burkhalter
- Tadjikistan — Président Emomalii Rahmon
- République tchèque — Président Miloš Zeman
- Turkménistan — Président Gurbanguly Berdimuhamedow
- Turquie — Premier ministre Recep Tayyip Erdoğan
- Ukraine — Président Viktor Ianoukovytch

### Organisations
- Comité international olympique/ — Thomas Bach,  — Jean-Claude Killy
- / — Secrétaire général des Nations unies Ban Ki-moon
- / — Secrétaire général du Conseil de l'Europe Thorbjørn Jagland

## Film de l'alphabet cyrillique

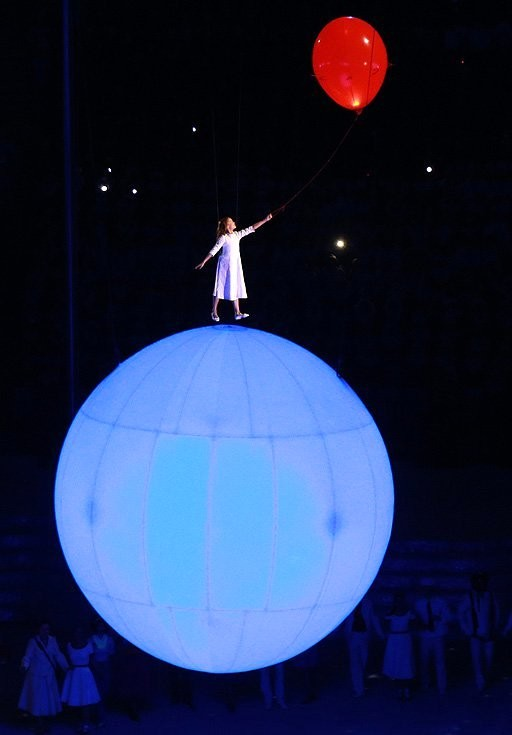
Liouba.

Le film de l'alphabet cyrillique présente ses trente-trois lettres avec pour chacune un thème relié à la culture russe.
La petite Liouba prononce dans le film chacune des lettres de l'alphabet russe, associant à chacune un thème cher aux russophones. Ce sont de grandes figures de la littérature, des sciences ou des arts, ou de l'histoire russe, ainsi que des machines ou objets marquants de l'histoire du pays, l'Empire russe et le lac Baïkal. Les deux lettres Ъ et Ь (qui ne commencent aucun mot), ne sont pas oubliées. Certaines lettres sont associées à deux thèmes, des voyelles sont à la fin d'un mot comme я pour Россия (Russie) ou ы pour Мы (nous).
| Lettre | Thème associé (romanisation)   | Thème associé (en russe) |
| ------ | ------------------------------ | ------------------------ |
| А      | Alphabet                       | Азбука                   |
| Б      | Baïkal                         | Байкал                   |
| В      | Hélicoptère de Sikorsky        | Вертолёт Сикорского      |
| Г      | Gagarine, céramiques de Gjel   | Гагарин, Гжель           |
| Д      | Dostoïevski                    | Достоевский              |
| Е      | La Grande Catherine            | Екатерина II             |
| Ё      | Le Hérisson dans le brouillard | Ёжик в тумане            |
| Ж      | Joukovski                      | Жуковский                |
| З      | Moissonneuse-batteuse          | Зерноуборочная машина    |
| И      | Empire                         | Империя                  |
| Й      | Tchaïkovski                    | Чайковский               |
| К      | Kandinsky                      | Кандинский               |
| Л      | Lounokhod                      | Луноход                  |
| М      | Malevitch                      | Малевич                  |
| Н      | Nabokov                        | Набоков                  |
| О      | Station orbitale               | Орбитальная станция      |
| П      | Tableau périodique             | Периодическая таблица    |
| Р      | Les Ballets russes             | Русский балет            |
| С      | Spoutnik                       | Спутник                  |
| Т      | Tolstoï, Télévision            | Толстой, Телевидение     |
| У      | Ouchanka                       | Ушанка                   |
| Ф      | Ficht (Stade Ficht)            | Фишт                     |
| Х      | Khokhloma                      | Хохлома                  |
| Ц      | Tsiolkovski                    | Циолковский              |
| Ч      | Tchekhov                       | Чехов                    |
| Ш      | Chagall                        | Шагал                    |
| Щ      | Chtchoussev                    | Щусев                    |
| Ъ      | Pouchkine                      | Пушкин                   |
| Ы      | Nous                           | Мы                       |
| Ь      | Lioubov, Amour                 | Любовь                   |
| Э      | Eisenstein                     | Эйзенштейн               |
| Ю      | Parachute                      | Парашют                  |
| Я      | Russie                         | Россия                   |

## Audiences
La diffusion de la cérémonie d'ouverture des Jeux olympiques d'hiver de 2014 en direct sur France 2 rassemble près de 5,5 millions de téléspectateurs (soit 35,1% de part d'audience).